# Grado del dinero
En finanzas, el grado del dinero (moneyness) es una medida del grado en que un derivado financiero es probable que tenga un valor positivo en su fecha de expiración. Debe observarse que, en la práctica, las palabras anglosajonas son más utilizadas que las palabras equivalentes españolas al tratar de esta materia.

## En el dinero (at the money)
Una opción está en el dinero si su precio de ejercicio (strike price), es decir, el precio que el poseedor debe pagar para ejercer su derecho, es el mismo que el precio del subyacente sobre el que la opción está basada.

## Fuera de dinero (out of the money)
Una opción está fuera de dinero si no tiene valor intrínseco; sería el caso de una opción de compra (call) para la que el precio del activo subyacente es menor que el precio de ejercicio de la opción.

## Dentro del dinero (in the money)
Una opción dentro del dinero, por el contrario, tiene valor intrínseco; por ejemplo en el caso de una opción de compra el precio del activo subyacente es mayor que el precio de ejercicio de la opción.

## Ejemplo
El siguiente caso ejemplifica las tres situaciones. Supongamos que el precio de una acción de IBM es de 100$. Una opción de compra (call) o una opción de venta (put) estaría at the money si tuviesen un valor de 100.
Una opción de compra de 80$ estaría in the money (100 - 80 = 20 > 0) al igual que una opción de venta de $120 (120 - 100 = 20 > 0). 
Por el contrario una opción de compra a 120$ o una opción de venta a 80$ estarían out of the money.
El modelo de Black-Scholes permite cuantificar monetariamente el grado del dinero:
{\displaystyle m={\frac {d_{+}+d_{-}}{2}}}
donde {\displaystyle d_{1}} y {\displaystyle d_{2}} son los parámetros estándar de Black Scholes.
{\displaystyle m={\frac {\log({\frac {S}{K}})+rT}{\sigma {\sqrt {t}}}}}
Observando la fórmula se puede concluir que el grado del dinero es cero cuando el derivado y el subyacente tienen el mismo precio una vez descontado el riesgo. Tendrá un valor positivo en la opciones "in the money" y un valor negativo en las opciones "out of the money".
- Datos: Q1806850